# Vomerogobius flavus
Vomerogobius flavus es una especie de peces de la familia de los Gobiidae en el orden de los Perciformes.

## Morfología
- Los machos no tienen marcas visibles, mientras que las  hembras presentan pigmentación oscura en las aletas dorsales, pélvicas y anal, y, también, en la mitad del hocico.

## Hábitat
Es un pez de mar y, de clima tropical y demersal.

## Distribución geográfica
Se encuentra en el Atlántico occidental: las Bahamas. 

## Observaciones
Es inofensivo para los humanos. 